# Симонян, Михеил
Михе́ил Симоня́н (арм. Միխեիլ Սիմոնյան; 29 июля 1987, Тбилиси, Грузинская ССР, СССР) — армянский футболист, защитник.

## Клубная карьера
Симонян провёл три полноценных сезона за «Аракс». В составе клуба в 2002 году завоевал серебряные медали Первой лиги и вышел в Премьер-лигу. Однако, команда была не готова к выступлениям такого уровня и с 9-ю очками в одиночестве расположилась на дне турнирной таблицы. Вместе с клубом Симонян опустился в Первую лигу. После окончания сезона 2004 года Симонян покинул «Аракс», который после 7-го тура сезона 2005 года снялся с первенства. Симонян перешёл в абовянский «Котайк». Чемпионат 2005 года провёл в составе «Котайка» в Премьер-лиге, а в начале 2006 года клуб расформировался. Симонян став свободным игроком перешёл в «Пюник». В течение двух сезонов, с 2006 по 2008 годов, отыграл в Греции.
В 2008 году возвратился в Армению, где заключил контракт с ереванским «Араратом». В составе клуба стал серебряным медалистом чемпионата. Симонян также участвовал в золотом матче в составе «Арарата». В конце 2008 года перешёл в «Гандзасар». В составе капанской команды отыграл полный сезон. В январе 2010 года подписал контракт с дилижанским «Импульсом», который вышел в Премьер-лигу. После 7-го тура чемпионата 2011 года Симонян с клубом разорвал договор по обоюдному согласию. Причина данного решения заключалась в непопадании Симоняна в команду.
Спустя некоторое время с Симоняном заключил контракт на полтора годас клубом «Улисс». В 2013 году он перешёл в греческий «Фокикос».

## Достижения
«Арарат» (Ереван)
- Серебряный призёр чемпионата Армении: 2008

«Улисс»
- Чемпион Армении: 2011

## Личная жизнь
Имеет старшего брата — Алика Симоняна, выступавшего в своё время за «Лори» из Ванадзора.